# Кемаль-Эгерек (источник)
Кемаль-Эгерек — источник на северо-западном склоне одноимённой горы Кемаль-Эгерек в Крыму, на Ялтинской яйле.
Источник зарегистрирован в реестре Партии Крымских Водных изысканий 1913—1916 гг.:

…источник Кемал-Егрек, бассейн реки — Кача, приток — Каспана, балка — Каспана; высота н.г.м. 590 саженей / 1259 метров; описание выходов — известняк; качество (вода) — невкусная, мутная, болот. запах; каптажные устройства отсутствуют; … применение воды — водопой. Дебет 1914 г. март — 1490 ведер/сутки, июль-сентябрь — воды нет.
— № 59/125
Несмотря на небольшие реконструкции 2010 года, инфраструктура находится в плохом состоянии: трубы пришли в негодность, воды поступает меньше, чем ранее.